# Rosslare Harbour

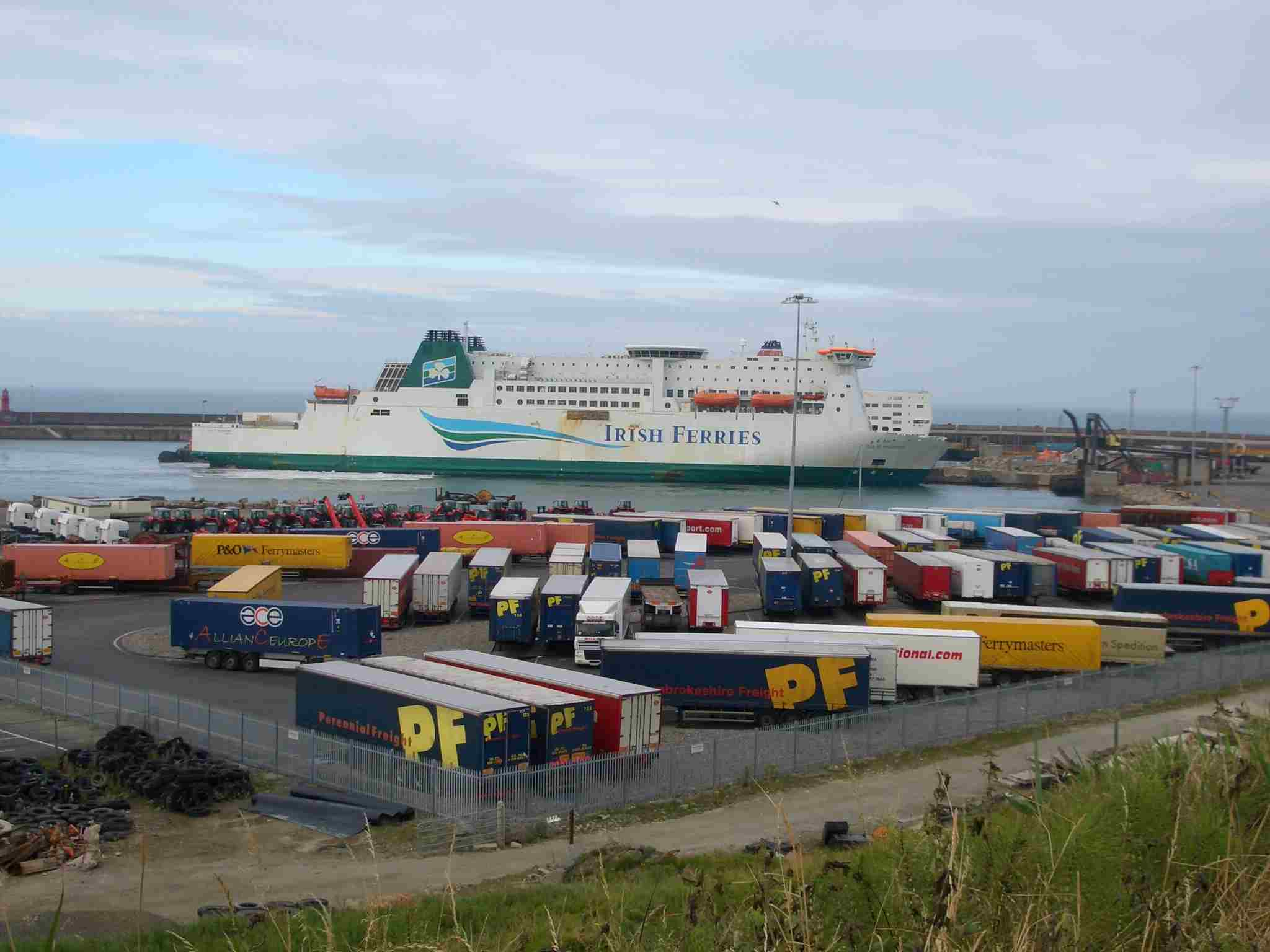
Fähre in Rosslare Harbour (2006)

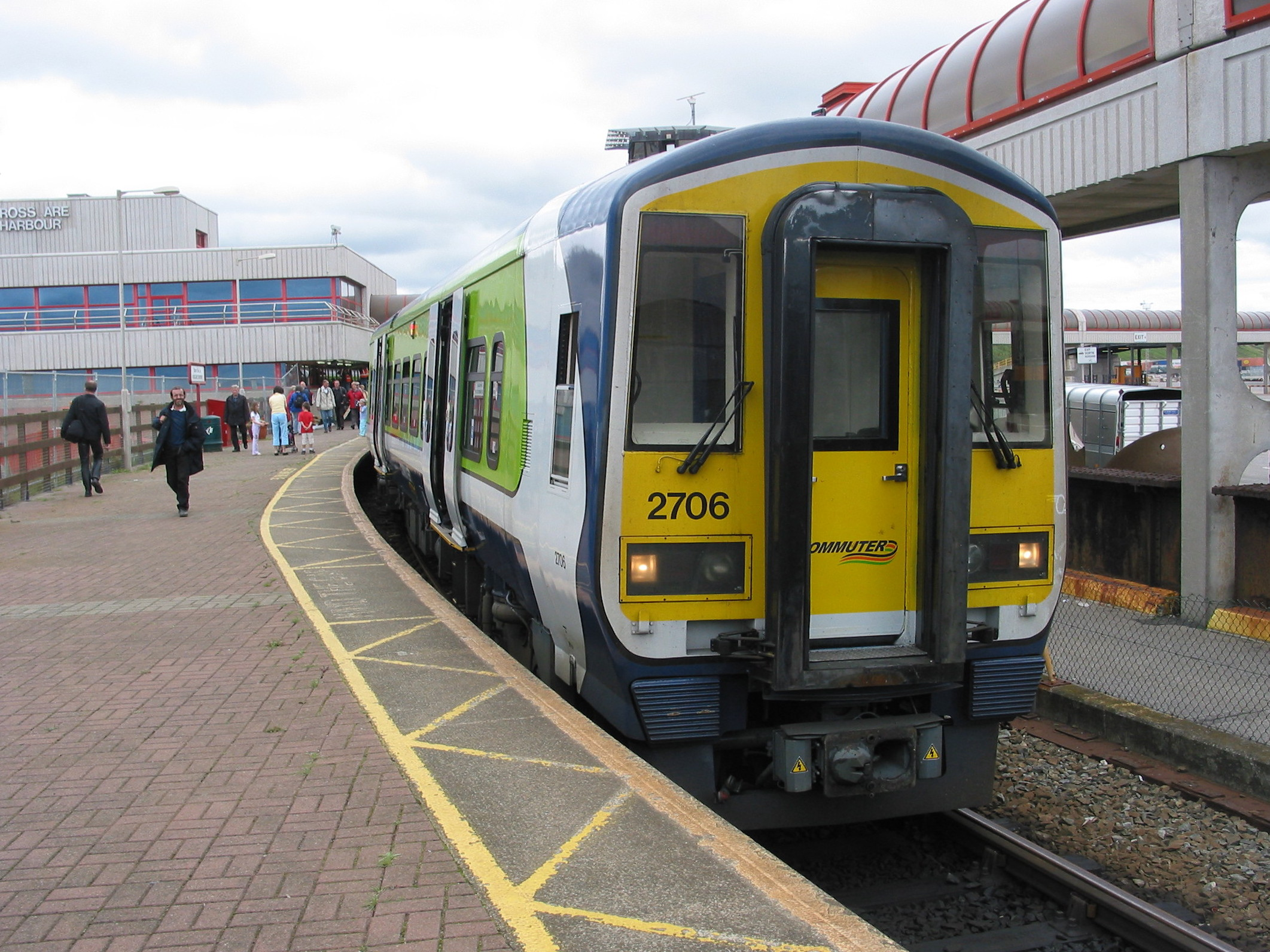
Dieseltriebzug der 2700 Class steht abfahrbereit am alten Bahnsteig von Rosslare Harbour (2004)

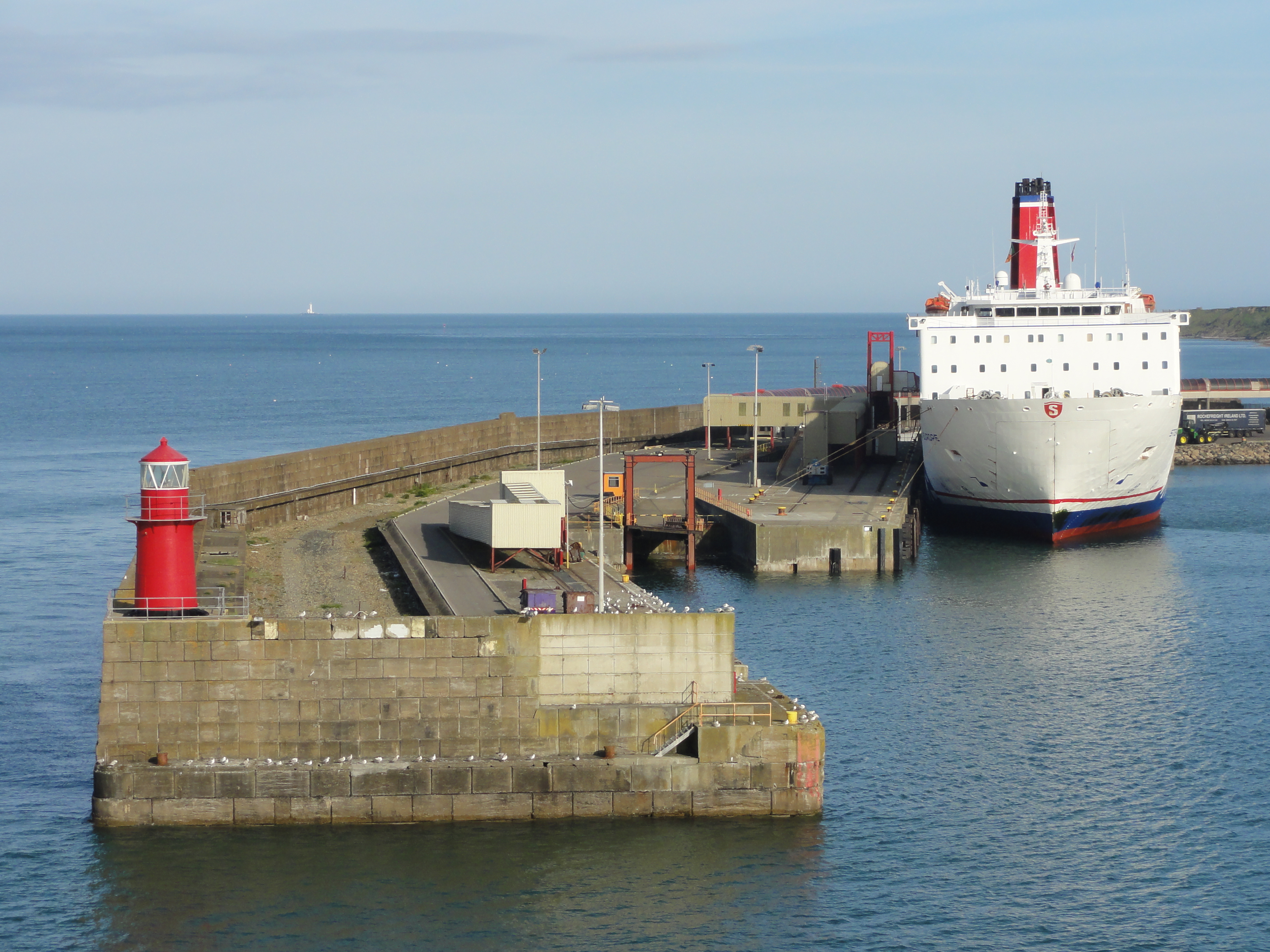
Auf der Pier sind die Reste des Gleisbetts und der Außenbahnsteige des ersten Bahnhofs Rosslare Harbour noch erkennbar (2015)

Rosslare Harbour (irisch Calafort Ros Láir), auch Rosslare Europort oder Ballygeary genannt, ist ein Hafen im Südosten Irlands in der Nähe von Wexford.
Der Hafen wurde 1906 erbaut, um einen Knotenpunkt für den Fährenverkehr zur Insel zu schaffen. Heute ist er ein wichtiger Umschlagsplatz für den Güterverkehr zwischen dem Europäischen Festland und der Republik Irland. Rosslare Harbour ist Ausgangspunkt der Fernstraße N25/E30, der wichtigsten Ost-West-Verbindung des Fernverkehrs in Irland. Von dort aus bestehen Fährverbindungen nach Cherbourg und Roscoff in Frankreich sowie nach Goodwick und Pembroke in Wales, Großbritannien. Seit dem Brexit bestehen auch Verbindungen nach Le Havre, Bilbao, Dünkirchen und Seebrügge. Das Frachtaufkommen hat sich im Jahr 2022 verfünffacht.
Das angrenzende gleichnamige Dorf hat einige Gasthäuser, Hotels, die Kirche Saint Patrick, eine Bank, eine Polizeistation und einige Geschäfte. Bei der Volkszählung 2022 wurden 2247 Einwohner ermittelt.

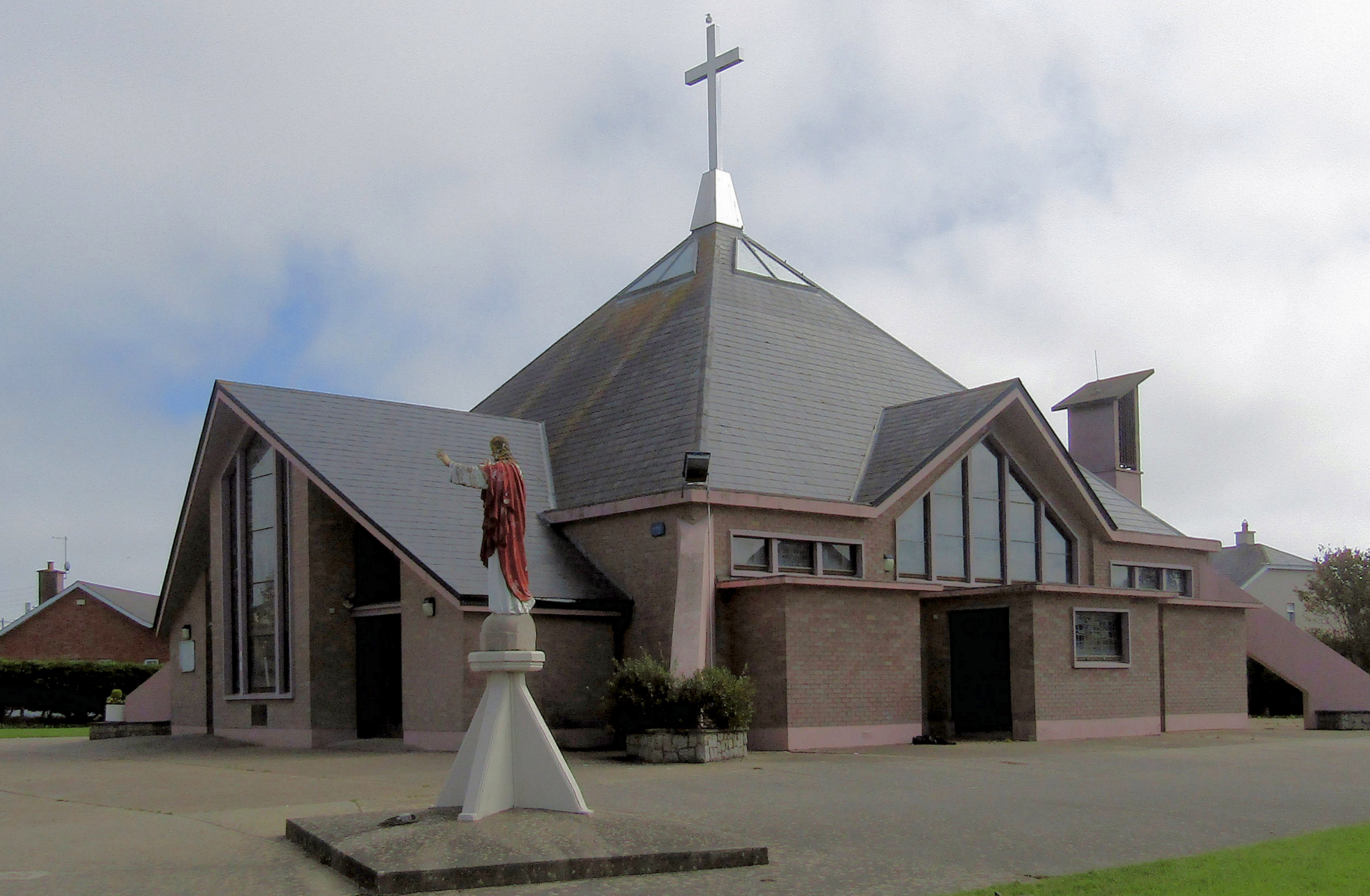
Saint Patrick's Church

Für den Grenzverkehr nach dem Brexit wurde ein Zentrum zur Erledigung der Grenzformalitäten errichtet.

## Brexit
Die Reederei DFDS kündigte im November 2020 an, ab Januar 2021 eine Frachtfährverbindung Dünkirchen – Rosslare zur Umgehung des Vereinigten Königreichs nach dem Brexit einzurichten.
Seit 2022 ist diese Fährverbindung auch für Privatpersonen verfügbar. Die Reederei Stena Line hat in Folge des verringerten Frachtaufkommens auf der Linie Belfast – Liverpool ihre neue Fähre Stena Embla von der dortigen Verbindung abgezogen, um die Verbindung nach Cherbourg, die bisher nur von der Stena Foreteller bedient wurde, zu verstärken.
Inzwischen bedienen Stena Embla  und Stena Foreteller wieder die Linie Belfast – Liverpool und wurden durch Stena Horizon und Seatruck Panorama ersetzt.